# Meuville
Meuville (en wallon : Meûvèye) est un hameau belge de la Région wallonne situé en province de Liège dans la commune de Stoumont.
Avant la fusion des communes, ce hameau faisait partie de la commune de Rahier.

## Situation
Ce hameau ardennais se situe au-dessus du versant oriental de la Lienne entre le hameau de Xhierfomont situé au nord et le village de Rahier implanté 2 km plus au sud.

## Description
Dans un environnement de prairies, Meuville étale ses fermes, fermettes et maisons en pierre du pays le long d'une route en cul-de-sac. Certaines sont chaulées ou peintes en blanc et leur toiture est parfois recouverte d'ardoises cherbins ou herbins, sortes de lauze locale.

## Patrimoine
Parmi les fermes les plus anciennes, celle située au no 33 possède une façade en pierres de schiste blanchies avec une porte charretière en anse de panier datée de 1774 par ancres, une toiture peu pentue et un pignon du côté est avec colombages que l'on retrouve aussi aux pignons des habitations sises aux nos 17 et 35.

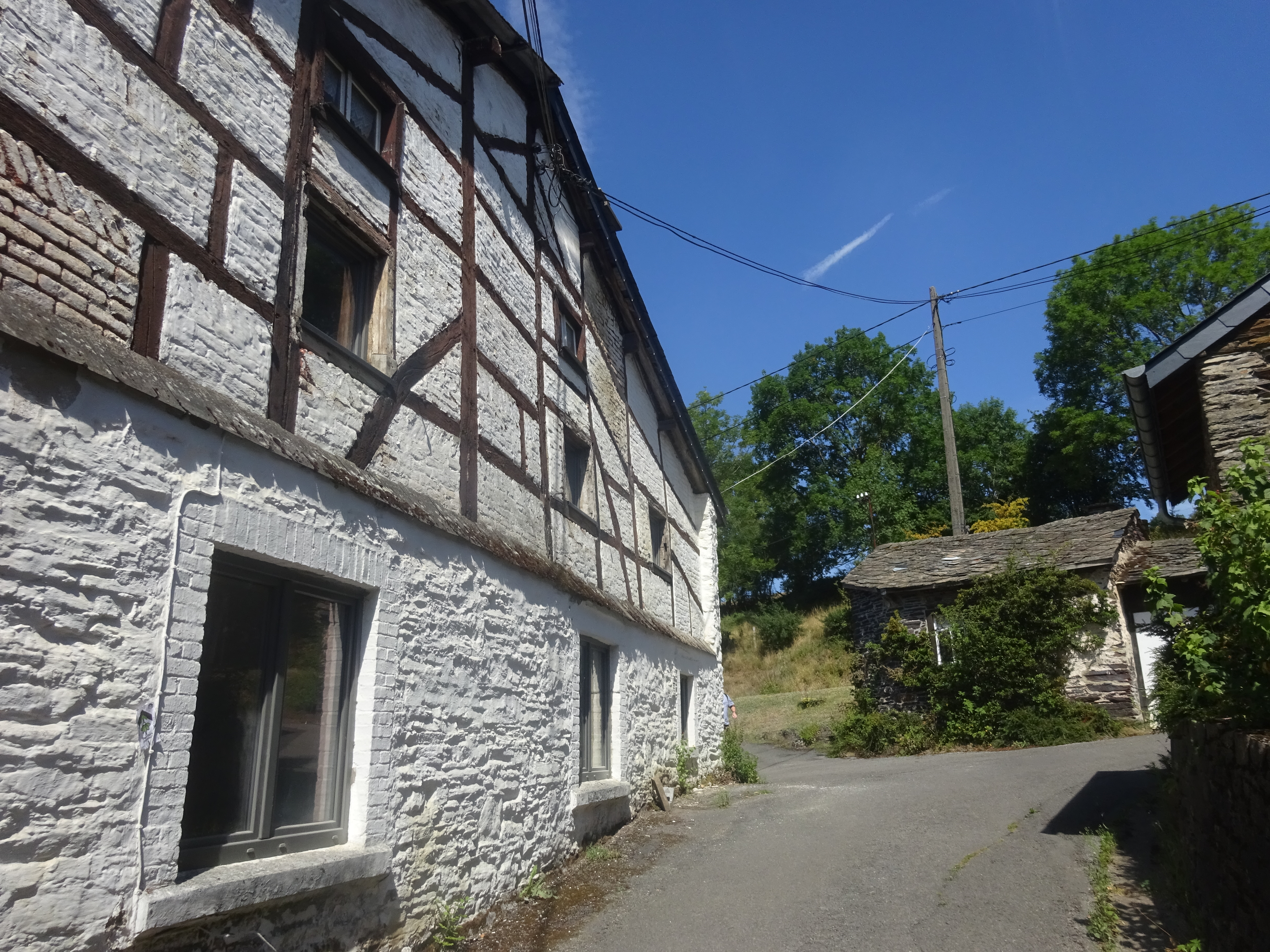
Ferme à Meuville, 33 (pignon)

Une petite chapelle ouverte en brique sur une base de schiste est située à un carrefour, à l'ombre de deux arbres séculaires et à l'avant de la maison située au no 41. 
Un crucifix est adossé à la façade de la fermette située au no 19.

## Rouge-Thier
Les points de vue autour de ce hameau dominant la vallée de la Lienne sont nombreux. Le point de vue le plus connu est celui du Rouge-Thier appelé aussi Roft(h)ier culminant à 397 m et se dressant au nord-est du village. Cette colline schisteuse parcourue par une crête longue d'environ 1 km avait la réputation d'être au XVIIe siècle un lieu de rassemblement des sorcières de la région. 44 d'entre elles y auraient été brûlées entre 1604 et 1621 comme en témoigne une plaque placée au sommet de la colline.

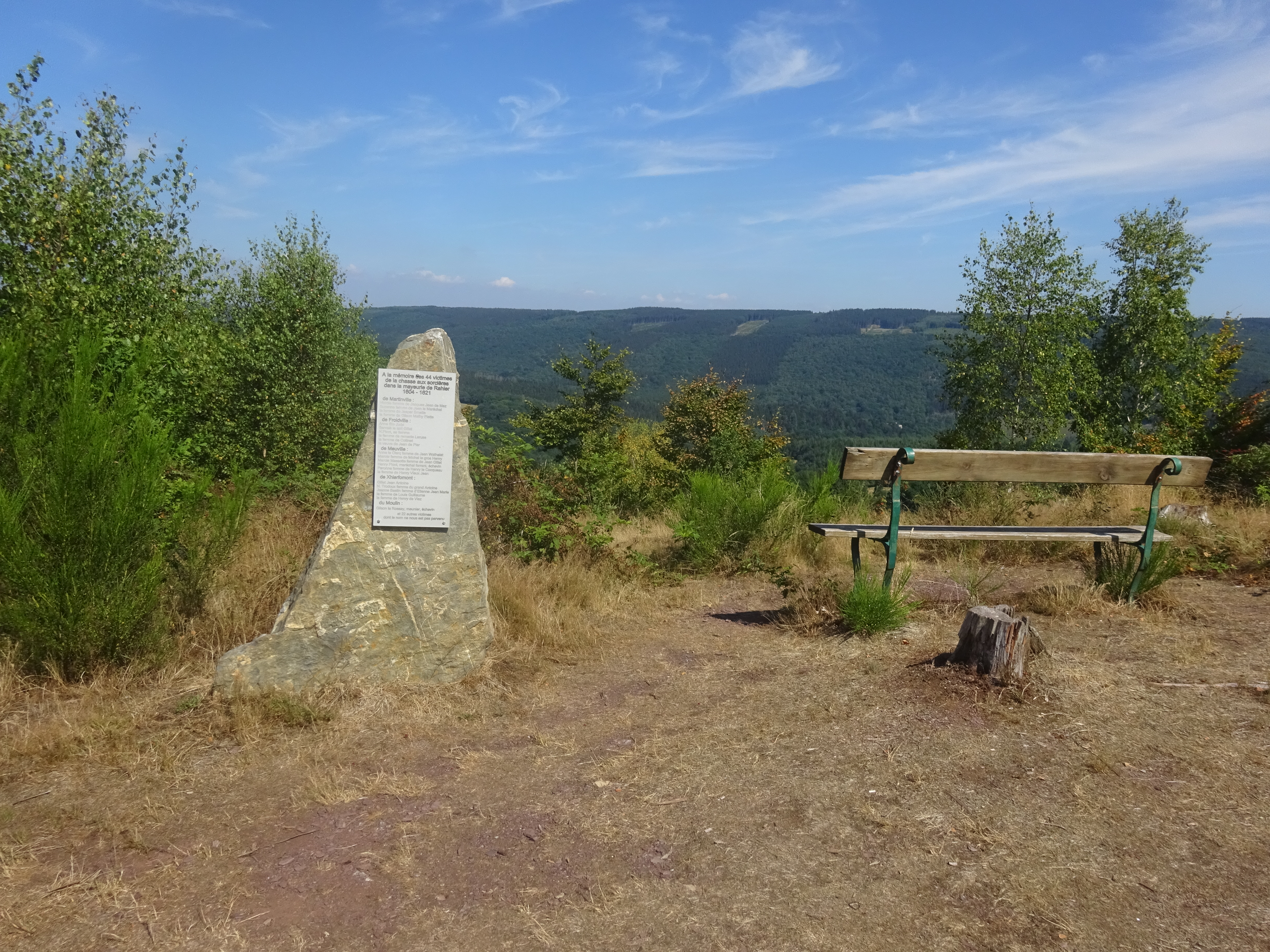
Stèle au sommet du Rouge-Thier

## Activités
Meuville compte un gîte rural.